# Tmesisternus fulgens
Tmesisternus fulgens là một loài bọ cánh cứng trong họ Cerambycidae.